# 313 Chaldaea
313 Chaldaea este un asteroid din centura principală, descoperit pe 30 august 1891, de Johann Palisa.